# Pierre Piérade
Pierre Émile Gaston Adelgeist dit Pierre Piérade ou Piérade, né le 14 novembre 1884 dans le 8e arrondissement de Paris et mort le 1er août 1937 à l'hôpital Bichat dans le 18e arrondissement de Paris, est un artiste lyrique et comique de music-hall, un acteur de théâtre et de cinéma français.

## Biographie
Pierre Adelgeist est le deuxième enfant de Charles (né Camille) Adelgeist, architecte parisien , et de Marie Julie Catherine Charlotte Lemaire. Il a deux sœurs, Jeanne (née en 1883) et Marguerite Marie (née en 1888).
Dans la lignée de son père – qui le voit en continuateur de son œuvre – il entreprend des études d'architecture à l'école des Beaux-Arts. Mais il les abandonne avant d'entamer une carrière au théâtre dès le début des années 1900,, d'abord sous son véritable nom,.
En août 1908, Pierre Adelgeist devient, avec un impresario du nom de Victor Sylvestre, l'un des deux principaux actionnaires de la Société d'exploitation de l’Alhambra Théâtre (dite « Victor Sylvestre et Cie »), fondée à l'occasion de la reprise de l’Alhambra de Rouen. Pierre Adelgeist prend la direction de l'établissement, mais la société est rapidement liquidée, en janvier 1909, après que Sylvestre s'est enfui et est déclaré en faillite personnelle.
En 1910, quelques mois après la mort de son père, sa carrière théâtrale démarre véritablement, cette fois sous le nom de scène Piérade. À partir de 1911, il apparaît dans plusieurs revues et opérettes de Rip. Des critiques le décrivent à ses débuts comme un « comique plein d'avenir » et soulignent sa « puissance comique ». En 1914, il est mobilisé au sein de la 70e division d'infanterie,. Blessé à deux reprises, il bénéficiera par la suite d'une pension militaire d'invalidité partielle.
Au cinéma, après trois courts métrages français muets en 1914, 1921 et 1922, il apparaît dans près de cinquante films français parlants (ou coproductions, franco-allemandes principalement), entre 1930 et 1936. Toutefois, malgré ses qualités, il est souvent cantonné à des seconds rôles de caractère ou à de petits rôles parfois non crédités. Piérade joue ses deux derniers rôles au cours du second semestre 1936 : dans L'Homme du jour de Julien Duvivier durant l'été, puis en novembre dans un court métrage de Jacques de Casembroot et Gilbert de Knyff.
Malade, sa carrière en berne, il meurt à l'âge de 52 ans à l'hôpital Bichat,. Selon sa volonté, sa mère n'envoie aucun faire-part de décès et ses obsèques ont lieu dans l'intimité. Seul un encart annonçant sa mort paraît trois semaines plus tard dans la presse. Le 25 août 1937, dans l'édition de cinq heures du quotidien Le Jour, on peut lire : « Une triste nouvelle nous est parvenue hier. L'excellent comédien Piérade est mort. » La nouvelle sera reprise les jours suivants dans quelques journaux, sans autre commentaire.
Entre-temps, Piérade avait été inhumé le 4 août au cimetière de Montparnasse (10e division).

## Théâtre (liste partielle)
- 1910 : La Vierge folle, pièce en 4 actes d'Henry Bataille, au théâtre du Gymnase (28 octobre) : le garçon d'hôtel
- 1911 : Mimi la Vache, pièce réaliste de Jack Abeillé, au Little-Palace (31 janvier)
- 1911 : Madame Hercule, comédie en 1 acte d'André de Lorde et Georges Martignac, au théâtre Mondain (février)
- 1911 : Le Deuxième Larron, pièce en 1 acte de Jean Samois, au théâtre Femina (avril)
- 1911 : V'lan !, revue en 2 actes et 7 tableaux de Rip et Jacques Bousquet, musique de Willy Redstone, au théâtre Femina (juin) : Ange / un académicien / le chef / le deuxième témoin
- 1911 : Revue sans-gêne, revue en 2 actes et 12 tableaux de Rip et Jacques Bousquet, au théâtre Réjane (décembre)
- 1912 : L'Aigrette, pièce en 3 actes de Dario Niccodemi, au théâtre Réjane (17 février) : Flavigny
- 1912 : Les fils Touffe sont à Paris, opérette-revue en 3 actes et 7 tableaux de Rip et Jacques Bousquet, musique de Fernand Mallet, au théâtre Femina (10 avril) : un provincial / l'agent / un garçon de recette / Lajeunesse / Toledo[21]
- 1912 : L’Éternelle Valse, opérette en 1 acte et 2 tableaux de Léo Fall, au Folies-Bergère (août) : Hans
- 1912 : Paris fin de règne, revue en 2 actes de Rip et Jacques Bousquet, au théâtre des Capucines (24 décembre) : le caporal / l'automobiliste / l'agent Vermuche
- 1913 : Et patati et patata !, revue en 2 actes de Georges Nanteuil, au théâtre des Capucines (1er avril) : l'employé des Postes / le plaisant
- 1913 : Les Petits Crevés, ou Henri III et sa petite cour, folie-opérette en 2 actes et 4 tableaux de Rip et Jacques Bousquet, musique de Willy Redstone, au théâtre des Capucines (24 décembre) : le duc de Joyeuse[22]
- 1914 : Entrez donc !, revue en 2 actes de Michel Carré et André Barde, au théâtre des Capucines (24 février) : le garçon de Parsifal / Bobby / Don Boléro / Arnold
- 1914 : Oh ! pardon..., revue en 2 actes de Paul Ardot et Jean Bastia, au théâtre des Capucines (29 avril) : le bouif / Descartes
- 1920 : À la spapa, revue de Charles-Alexis Carpentier et Marcel Sérano, théâtre du Perchoir (juillet)
- 1920 : Gigoletto, opérette bouffe, musique d'Albert Chantrier, livret de Robert Dieudonné et Rip, La Cigale : Fridolin
- 1920 : Le Scandale de Deauville, comédie de Rip et Régis Gignoux, au théâtre des Capucines (15 octobre)
- 1921 : Si que je s'rais roi, fantaisie-revue en 2 actes de Rip et Régis Gignoux, théâtre des Capucines
- 1921 : Les Bijoux indiscrets, revue-opérette, musique de Léo Daniderff, livret et lyrics de Pierre-Louis Flers, Concert Marjal : Rajah Mangogul
- 1922 : Le bel ange vint..., comédie en 3 actes et 20 tableaux de Rip, costumes de Paul Poiret, au théâtre Michel (8 mai) : Estève
- 1923 : En bombe, comédie-bouffe de Henry Kistemaeckers, mise en scène de Robert Clermont (5 mars) : le commissaire[23]
- 1925 : Pépète, opérette en trois actes, musique de José Padilla Sánchez, livret de Didier Gold, Robert Dieudonné et Charles-Alexis Carpentier, au théâtre de l'Avenue (4 février) : Arsène
- 1928 : Un joli monsieur, opérette, musique de Pascal Bastia, livret de Jean Bastia et Paul Cloquemin, Théâtre Comœdia : l'américain
- 1930 : Le Comte de Boccace, opérette, musique d'Albert Chantrier, livret de Robert Dieudonné et Rip, Concert Mayol : Landry
- 1932 : La Pâtissière du village ou Madeleine, pièce d'Alfred Savoir, mise en scène de Louis Jouvet, au théâtre Pigalle (8 mars) : le vicomte

## Filmographie
- 1914 : Dick est un chien savant, court métrage de Max Linder [24]
- 1921 : Asmodée à Paris, court-métrage de Pierre Chaudy[25] d'après une revue de Rip : Yann Le Kéradec
- 1922 : Monsieur Lebidois propriétaire, court métrage en 4 parties de Pierre Colombier : Sacha Lafeuillette [26]
- 1930 : La Petite Lise de Jean Grémillon : Monsieur Bazet
- 1931 : Magie moderne de Dimitri Buchowetzki : Sainclair
- 1931 : Rive gauche d'Alexander Korda
- 1931 : Le Réquisitoire de Dimitri Buchowetzki : Carter
- 1931 : La Bande à Bouboule de Léon Mathot
- 1931 : À mi-chemin du ciel d'Alberto Cavalcanti
- 1931 : L'Amour à l'américaine de Claude Heymann et Paul Fejos : un convive (non crédité)
- 1931 : Soirée dansante, court métrage de Charles de Rochefort
- 1931 : Le Terrain pétrolifère, court métrage d'André Chotin
- 1931 : Jour de noces, court métrage de Charles de Rochefort
- 1932 : La Perle de René Guissart
- 1932 : Mon amant l'assassin de Solange Bussi : le juge
- 1932 : Un rêve blond d'André Daven et Paul Martin : l'affreux
- 1932 : Allô Berlin ? Ici Paris ! de Julien Duvivier
- 1932 : Le Vainqueur / Le Veinard d'Hans Hinrich et Paul Martin : le téléphoniste
- 1932 : Aux urnes, citoyens ! de Jean Hémard : un conseiller municipal
- 1932 : Coup de feu à l'aube de Serge de Poligny
- 1932 : Quick de Robert Siodmak et André Daven : Clock
- 1932 : Stupéfiants de Kurt Gerron et Roger Le Bon : l'ouvreur (non crédité)
- 1932 : À moi le jour, à toi la nuit de Ludwig Berger et Claude Heymann : le gardien du musée
- 1933 : Rothchild / Un nom qui rapporte de Marco de Gastyne : Fil-de-Fer
- 1933 : Au bout du monde d'Henri Chomette et Gustav Ucicky : Peuplier
- 1933 : Rivaux de la piste de Serge de Poligny : un ouvrier
- 1933 : Charlemagne de Pierre Colombier : Malet
- 1933 : IF1 ne répond plus de Karl Hartl : le photographe
- 1933 : Théodore et Cie de Pierre Colombier
- 1934 : Vers l'abîme d'Hans Steinhoff et Serge Véber : Kraver
- 1934 : Toi que j'adore d'Albert Valentin et Géza von Bolváry
- 1934 : Mon cœur t'appelle de Carmine Gallone et Serge Véber
- 1934 : Princesse Czardas d'André Beucler et Georg Jacoby : le colonel von Rohndorf
- 1934 : Les Misérables de Raymond Bernard : Bamatabois (non crédité)
- 1934 : Rêve éternel d'Henri Chomette et Arnold Fanck : un villageois
- 1934 : On a volé un homme de Max Ophüls et René Guissart : Rémy
- 1934 : L'Or de Serge de Poligny et Karl Hartl : un domestique
- 1934 : Le Roi des Champs-Élysées de Max Nosseck : un gangster
- 1934 : Nuit de mai d'Henri Chomette et Gustav Ucicky : Badlhartinger
- 1935 : Baccara d'Yves Mirande : l'huissier du palais de Justice
- 1935 : La Marmaille de Dominique Bernard-Deschamps
- 1935 : Dédé de René Guissart : Toto
- 1935 : La Sonnette d'alarme de Christian-Jaque : le vétérinaire
- 1935 : Le Vertige de Paul Schiller
- 1936 : La Dernière Valse de Leo Mittler
- 1936 : Le Collier du grand-duc  / Le Parapluie de Monsieur Bec de Robert Péguy : Monsieur Bec
- 1936 : Tarass Boulba d'Alexis Granowsky
- 1936 : Donogoo d'Henri Chomette et Reinhold Schünzel
- 1936 : Une gueule en or de Pierre Colombier : un client du bar
- 1936 : Appartement à louer / À louer, meublé, court métrage de Jacques de Casembroot et Gilbert de Kniff
- 1936 : Jenny de Marcel Carné : le malade au jeu de dame
- 1936 : Les Jumeaux de Brighton de Claude Heymann : le président du tribunal
- 1937 : L'Homme du jour de Julien Duvivier : un journaliste (non crédité)

## Distinction
- Croix de guerre 1914–1918 avec citation à l'ordre de la division.

## Iconographie
1912-1913 : série de dessins d'Yves Marevéry représentant Piérade dans différents spectacles. Bibliothèque nationale de France, département des Arts du spectacle